# Zainadine Júnior
Zainadine Júnior   (Maputo, 24 de juny de 1988) és un futbolista moçambiquès de la dècada de 2010.
Fou internacional amb la selecció de futbol de Moçambic.
Pel que fa a clubs, destacà al CD Nacional i Marítimo.